# Maison de Dragomir Popović à Sveštica
La maison de Dragomir Popović à Sveštica (en serbe cyrillique : Кућа Драгомира Поповића у селу Свештици ; en serbe latin : Kuća Dragomira Popovića u selu Sveštici) se trouve à Sveštica, dans la municipalité d'Ivanjica et dans le district de Moravica, en Serbie. Elle est inscrite sur la liste des monuments culturels protégés de la république de Serbie (identifiant no SK 2103),,.

## Présentation
La maison offre un exemple typique d'une construction villageoise traditionnelle de la fin du XIXe siècle.
Située sur un terrain en pente, elle possède un sous-sol en pierres qui s'étend sous une partie de l'édifice ; les murs de l'étage, qui abrite la partie résidentielle du bâtiment, ont été construits selon la technique des colombages, avec un remplissage en briques ; ils ont été ensuite enduits et blanchis à la chaux. Le toit à quatre pans est recouvert de tuiles. La maison est maintenant utilisée comme un bâtiment auxiliaire dans un domaine et est en mauvais état.
Milinko Kušić (1912–1943), l'un des plus éminents combattants de la lutte de libération nationale dans la région d'Ivanjica, a grandi dans cette maison, où il a été élevé par son grand-père Dragomir Popović après la mort prématurée de sa mère ; il a étudié à Ivanjica, à Čačak puis à l'université de Belgrade, où il a suivi des cours de philosophie et de droit. Au début de la Seconde Guerre mondiale, il a été un organisateur actif du soulèvement dans la région d'Užice et, après la formation du Détachement de partisans d'Užice, il en est devenu le commissaire. Après avoir contracté le typhus, il s'est donné la mort le 1er mai 1943 à Majkić Japra, près de Sanski Most, dans la Krajina de Bosnie, et, après la fin de la guerre, en 1945, il a été l'un des premiers à être proclamé héros national.

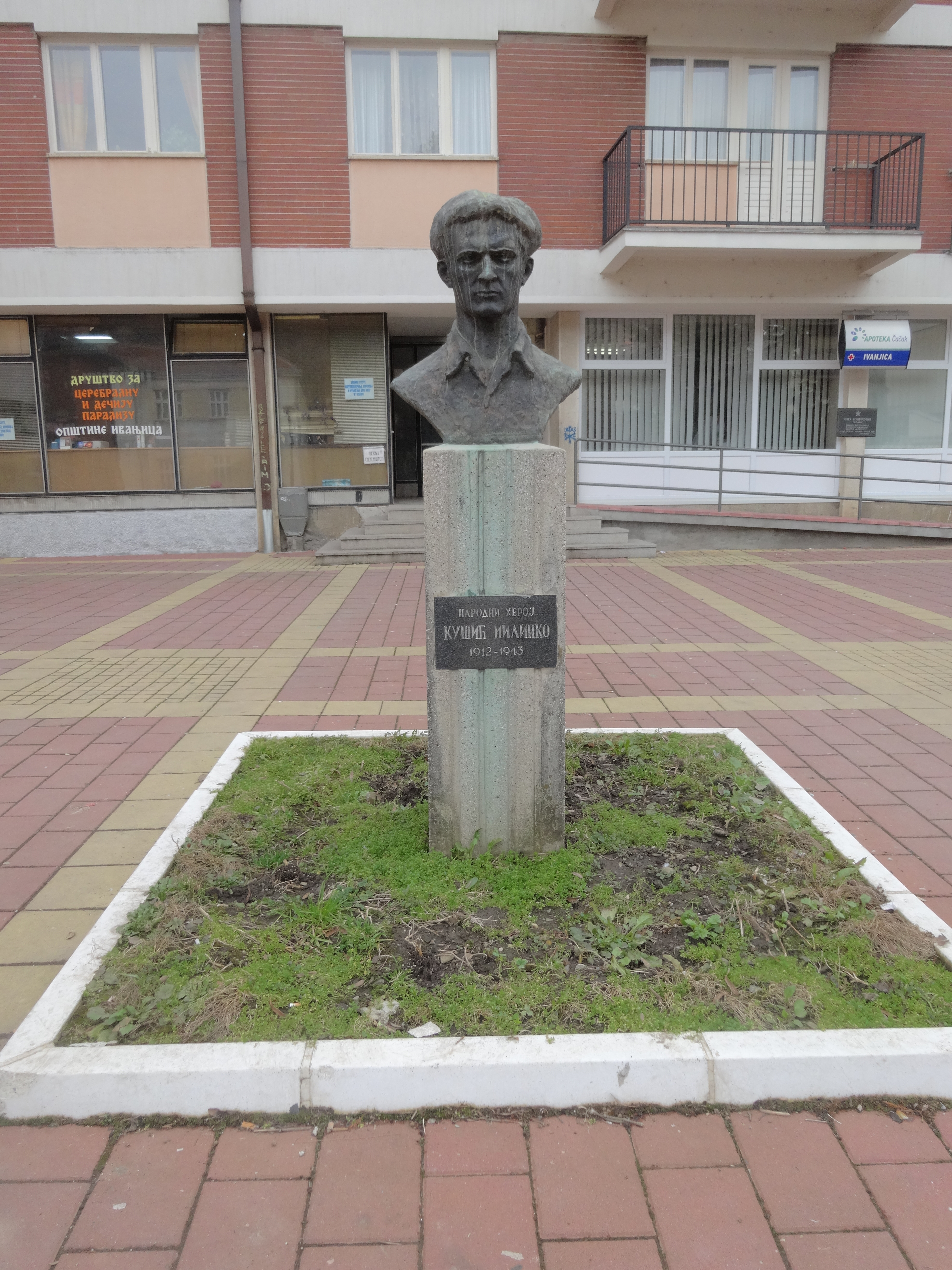
Buste de Milinko Kušić devant le lycée d'Ivanjica.